# 比提尼亞統治者列表
下文列出位於安那托利亞西北部，古代比提尼亞地區的歷任統治者。

## 領主
- 多伊達爾賽斯（Doedalses）
- 比提尼亞的博泰拉斯（英语：Boteiras of Bithynia）
- 比提尼亞的巴斯（英语：Bas of Bithynia），公元前376年－326年
- 芝普特斯一世（稱王以前），公元前326年－297年

## 國王
- 芝普特斯一世（稱王之後），公元前297年－278年
- 芝普特斯二世，公元前278年－276年
- 尼科美德一世，公元前278年－255年
- 萼塔浙塔（攝政），公元前255年－224年
- 基阿埃拉斯，公元前254年－228年
- 普魯西阿斯一世，公元前228年－182年
- 普魯西阿斯二世，公元前182年－149年
- 尼科美德二世，公元前149年－127年
- 尼科美德三世，公元前127年－94年
- 尼科美德四世，公元前94年－74年
- 蘇格拉底·刻瑞斯督斯（英语：Socrates Chrestus），在公元前90年左右短暫統治

比提尼亞的國王們皆會將他們的頭像鑄造於錢幣上，硬幣中的肖像大多展現出極其成熟的希臘雕刻風格。